# Peter’s Two Dads
Peter’s Two Dads («Два отца Питера») — десятая серия пятого сезона мультсериала «Гриффины». Премьерный показ состоялся 11 февраля 2007 года на канале FOX.

## Сюжет
Питер и Лоис устраивают вечеринку по поводу семнадцатого дня рождения Мег (хотя ни один из супругов не помнит, сколько именно лет исполняется дочери). На празднике Питер напивается, наряжается в клоунский костюм, пытается скатиться вниз по лестнице на уницикле, и калечит своего отца, Фрэнсиса, который от этого погибает.
Расстроенный Питер идёт к гипнотерапевту, от которого узнаёт, что Фрэнсис не был его биологическим отцом. Чтобы разобраться в ситуации, Питер отправляется к своей матери, Тельме, которая признаётся, что «был у неё грешок» сорок лет назад, и что настоящий отец Питера живёт в Ирландии.
Брайан и Питер отправляются в эту страну, чтобы разыскать настоящего отца последнего. Им оказывается некий Микки Макфинниган, местный пьянчуга. Питер выясняет, что это «звание» весьма почётно в ирландской глубинке. Макфинниган отказывается верить, что Питер — его сын, несмотря на очевидное внешнее сходство, и тогда Питер вызывает Микки на соревнование «кто кого перепьёт» (drinking contest), и выигрывает. После этого Микки признаёт Питера сыном, ибо «только член семьи Макфинниган может меня перепить» (only a member of my family could beat me at drinking).
Тем временем у Стьюи начинается детский период «всё-вокруг-моё» (it’s mine phase), и Лоис приходится наказывать (шлёпать) малыша, чтобы тот вёл себя как положено. Поначалу Стьюи очень обижается на такое с собой обращение, но вскоре понимает, что физические страдания доставляют ему наслаждение впрыском адреналина, и поэтому он начинает специально хулиганить в доме, ожидая наказаний от Лоис.

## Создание[1][2]
Автор сценария: Дэнни Смит.
Режиссёр: Синди Танг.
Приглашённые знаменитости: Чарльз Дёрнинг (в роли отца (отчима) Питера — Фрэнсиса) и Филлис Диллер.

## Интересные факты